# Drybrough Cup
Der Drybrough Cup war ein schottischer Fußballwettbewerb, der von 1971 bis 1981 ausgetragen wurde. Dabei traten acht Teams gegeneinander an. Qualifiziert waren die jeweils vier bestplatzierten Teams aus der ersten und zweiten schottischen Liga. Der Wettbewerb fand im K.-o.-Modus statt und bestand aus der 1. Runde, dem Halbfinale und dem Finale. Die Spiele fanden unter der Woche statt, um den regulären Spielbetrieb nicht zu stören.

## Ergebnisse
| Jahr      | Sieger              |                  | Finalist         | Ergebnis              |
| --------- | ------------------- | ---------------- | ---------------- | --------------------- |
| 1971      | FC Aberdeen         | –                | Celtic Glasgow   | 2:1                   |
| 1972      | Hibernian Edinburgh | –                | Celtic Glasgow   | 5:3 n. V.             |
| 1973      | Hibernian Edinburgh | –                | Celtic Glasgow   | 1:0 n. V.             |
| 1974      | Celtic Glasgow      | –                | Glasgow Rangers  | 2:2 n. V. (4:2 i. E.) |
| 1975–1978 | keine Austragung    | keine Austragung | keine Austragung | keine Austragung      |
| 1979      | Glasgow Rangers     | –                | Celtic Glasgow   | 3:1                   |
| 1980      | FC Aberdeen         | –                | FC St. Mirren    | 2:1                   |

## Sieger
| Rang | Verein              | Sieger | Finalist | Siegerjahre |
| ---- | ------------------- | ------ | -------- | ----------- |
| 1    | Hibernian Edinburgh | 2      | 0        | 1972, 1973  |
| 1    | FC Aberdeen         | 2      | 0        | 1971, 1980  |
| 3    | Celtic Glasgow      | 1      | 4        | 1974        |
| 4    | Glasgow Rangers     | 1      | 1        | 1979        |